# Botó (dispositiu)
|  | No s'ha de confondre amb Polsador. |

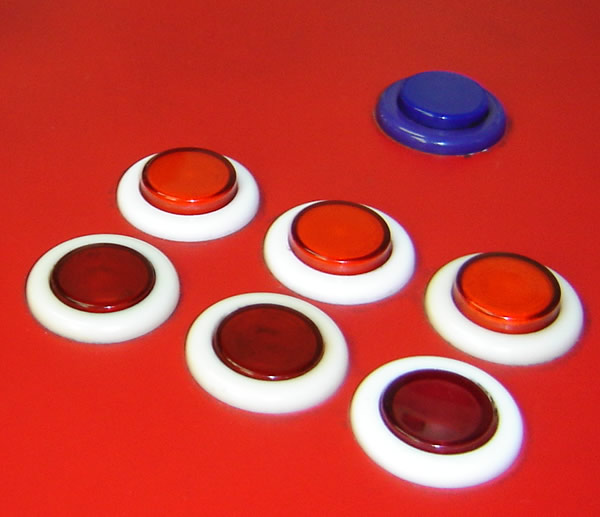
Botons d'aparell electrònic.

A l'entorn de l'electrònica i l'electricitat, un  botó és un dispositiu utilitzat per activar alguna funció. Els botons són de diversa forma i mida i es troben en tot tipus de dispositius, encara que principalment en aparells elèctrics o electrònics. Els botons són en general activats en ser premuts, normalment amb un dit.

## Descripció

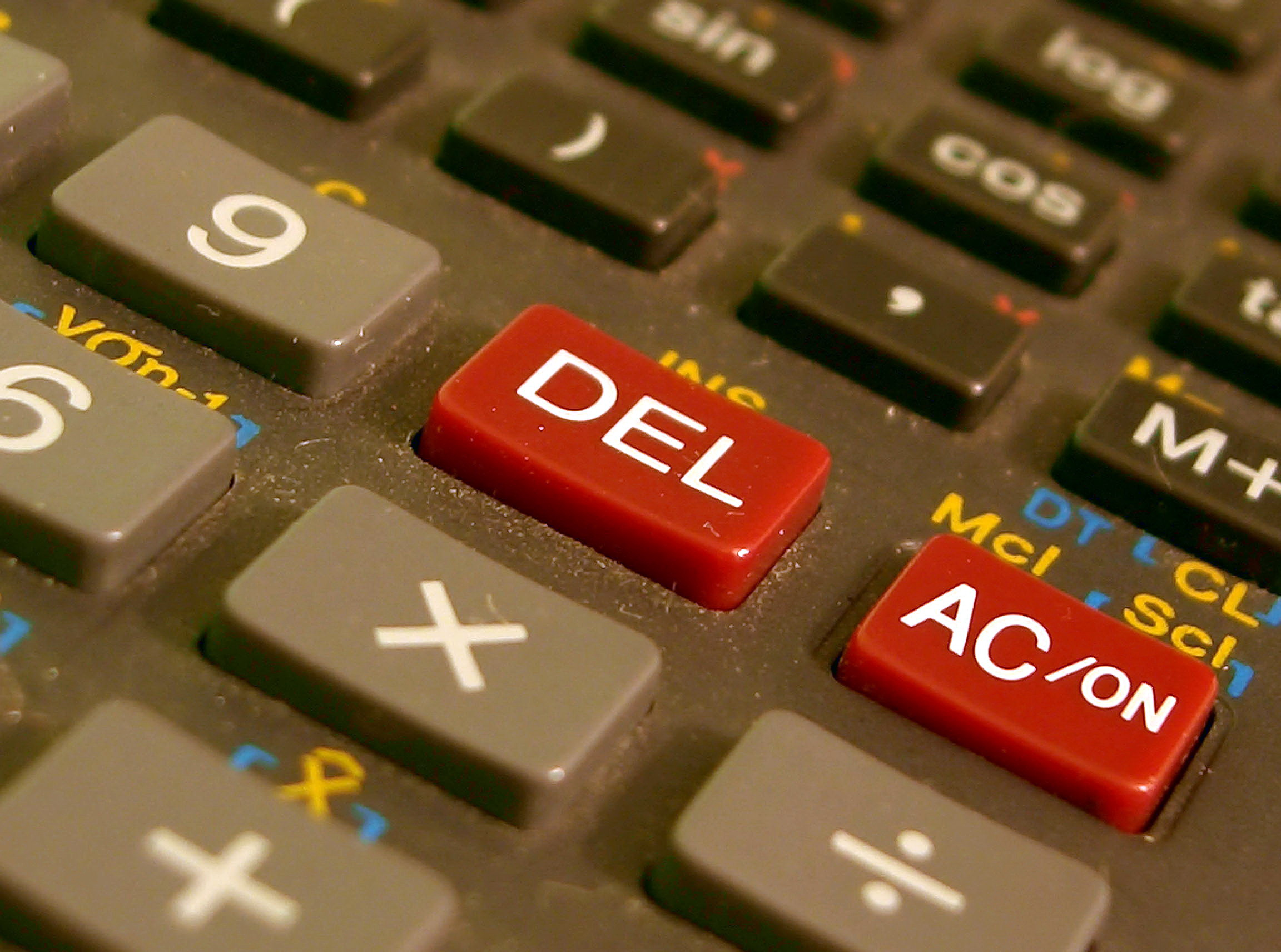
Diversos botons d'aparells electrònics.

Un botó d'un dispositiu electrònic, funciona, per norma general, com un polsador elèctric, és a dir en el seu interior té 2 contactes, un, si és un dispositiu NO  (NORMALMENT OBERT)  o NT  (NORMALMENT TANCAT) , de manera que al prémer-s'activarà la funció inversa de la que en aquest moment aquest realitzant. Cal tenir en compte, a l'hora de dissenyar circuits electrònics, que l'excessiva acumulació de botons, pot confondre l'usuari, de manera que es tendirà, al seu ús més imprescindible. També hi ha "botons virtuals", el funcionament ha de ser igual als "físics", el seu ús queda restringit per a pantalles tàctils o governades per altres dispositius electrònics.

## Botó virtual

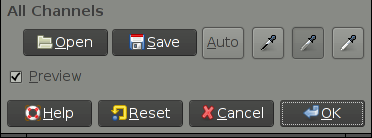
Botons informàtics

Els polsadors o botons virtuals són un tipus de polsador que apareixen com una imatge en una pantalla i que funcionen amb una pulsació tàctil. Els botons virtuals canvien la seva imatge per fer veure a l'usuari si està activat o desactivat, perquè d'altra forma no es podria saber si ha estat polsat o no. Els polsadors virtuals es poden inserir en qualsevol programa informàtic o aplicació.
Cal tenir en compte, a l'hora de dissenyar interfícies virtuals, que l'excessiva acumulació de botons, pot confondre l'usuari, de manera que es tendirà, al seu ús més imprescindible.

## Galeria

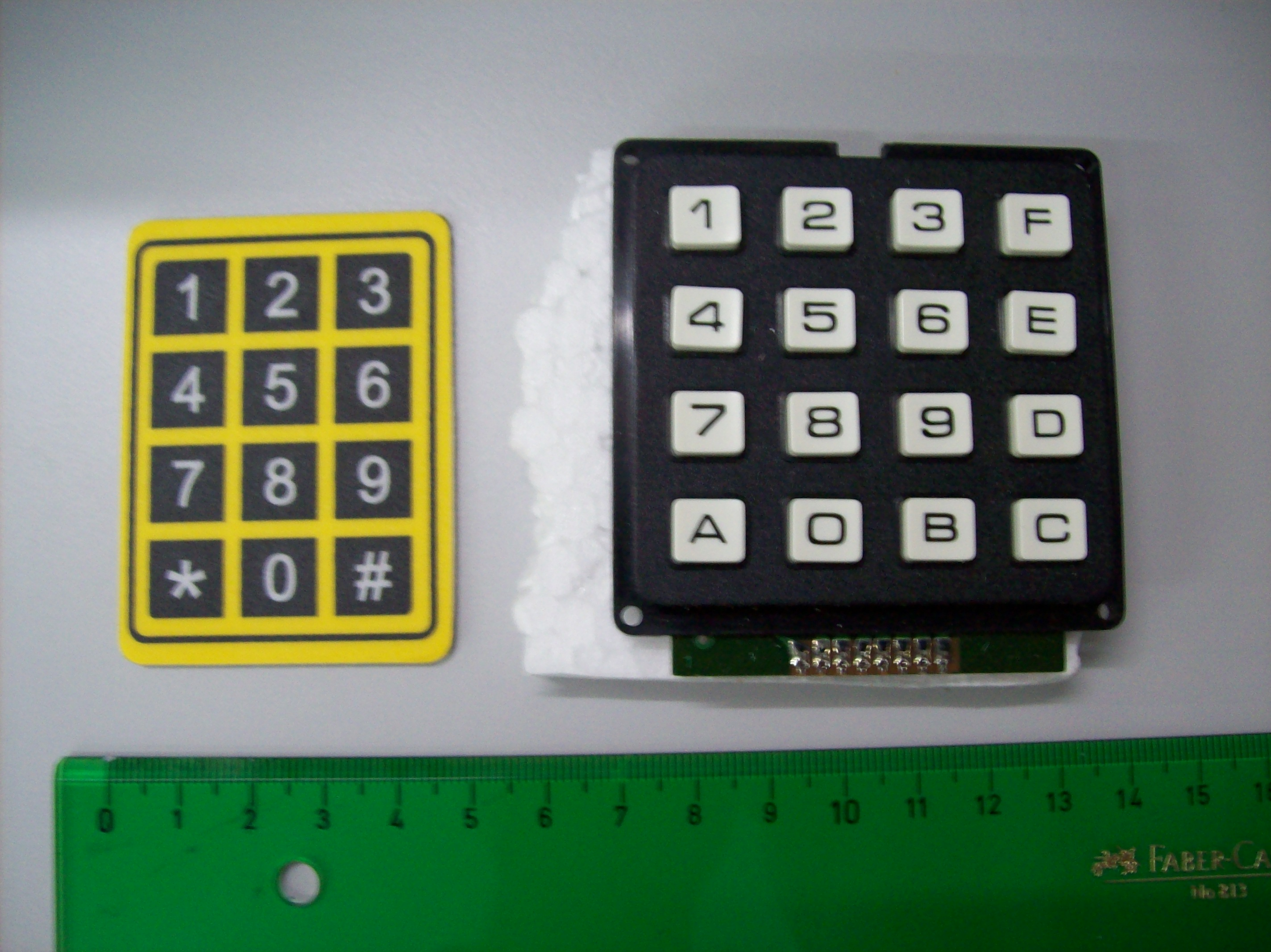
Botoneria de diversos aparells electrònics
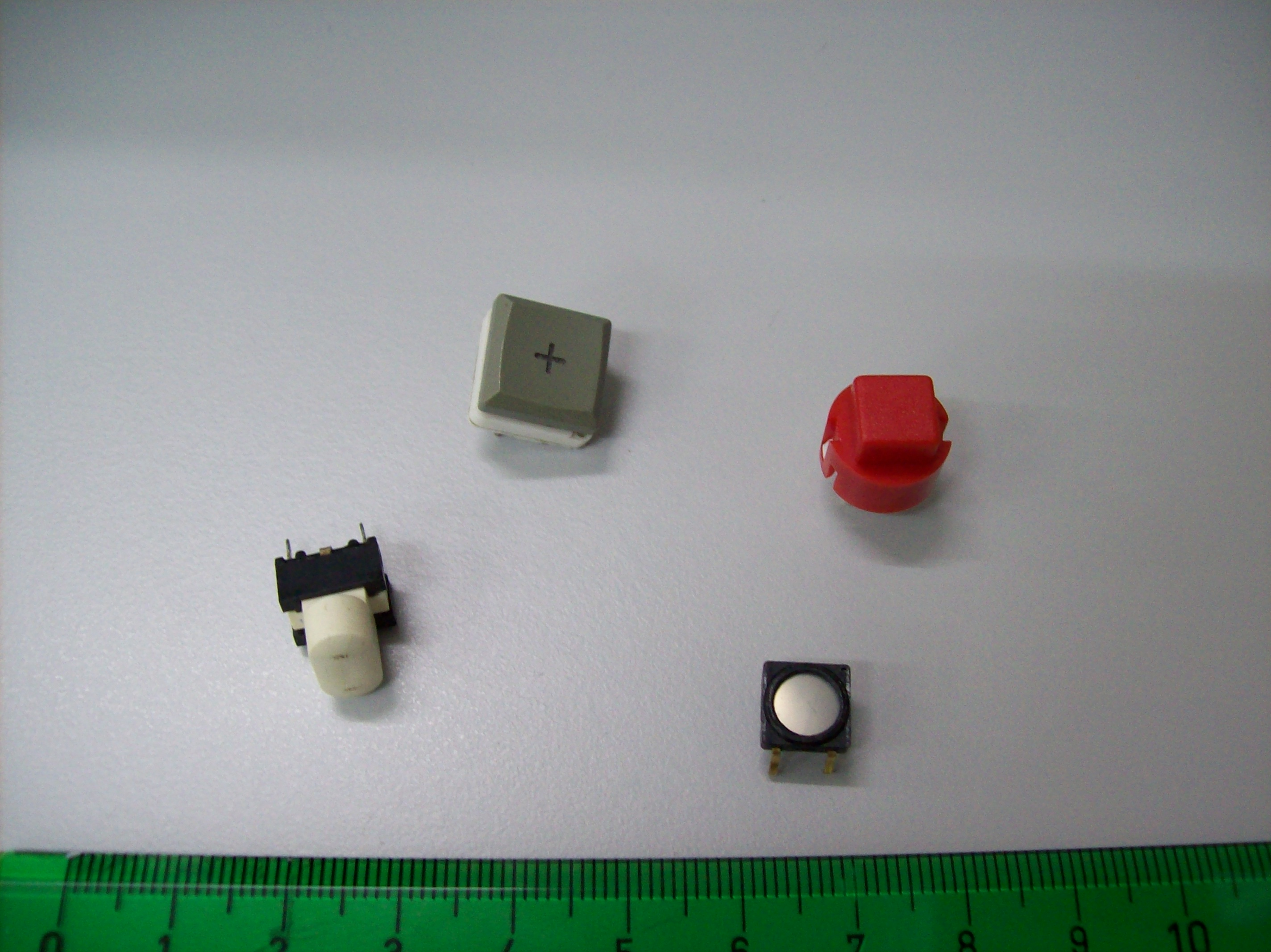
Diversos botons d'aparells electrònics
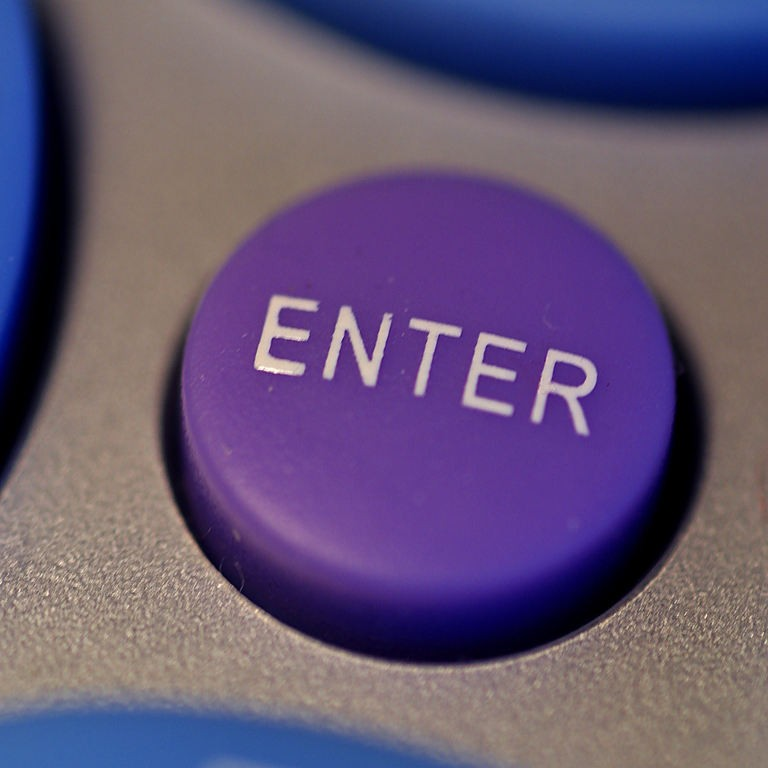
Botó d'aparell electrònic